# Tesfay Jifar
Tesfay Jifar o Tesfaye Jifar (Etiopía, 23 de abril de 1976) es un deportista etíope, especialista en carreras de fondo. Ganó la prestigiosa maratón de Nueva York en la edición del año 2001, en un tiempo de 2:07:43, el récord hasta ahora y fue segundo en la maratón de Ámsterdam de 1999.